# Сергий (Юршев)
Се́ргий (в миру Симо́н Петро́вич Ю́ршев; 1745 — не ранее 1799) — русский религиозный деятель XVIII века.
Был «строителем» иргизских старообрядческих монастырей и немало способствовал их всероссийской славе, однако в дальнейшем примкнул к единоверцам и был изгнан с Иргиза, несмотря на покровительство властей. Впоследствии был настоятелем единоверческого монастыря, оставил ряд сочинений религиозного характера, направленных против раскола и на поддержку единоверия. В энциклопедическом словаре Брокгауза и Ефрона назван «выдающимся деятелем на пользу единоверия».

## Историография
Несмотря на огромную роль для жизни всего старообрядчества, личность Сергия слабо освещена в исторической литературе. Известно лишь несколько основных источников его биографии.

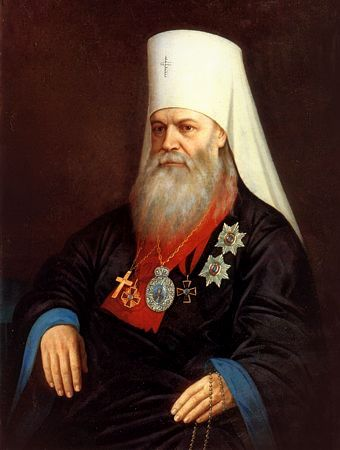
Митрополит Макарий (Булгаков)

Наиболее продолжительный период жизни Сергия освещается митрополитом Московским Макарием (Булгаковым) в выдержавшем минимум три издания труде «История русского раскола, известного под именем старообрядства». Однако, в его работе обнаруживается множество откровенных ошибок, с указанием исторически неверных событий, путаницей фамилий, дат и фактов, что позволяет оценить уровень достоверности его источников, которые Макарий не указывает, как весьма невысокий.
Ряд сведений о биографии Сергия имеется в сочинении историка Ивана Добротворского «Исторические сведения об Иргизских мнимостарообрядческих монастырях до обращения их к единоверию». Богата подробностями и фактами рукопись неизвестного автора «История Сергия иргизского», подписанная инициалами А. Я., хранившаяся в императорской публичной библиотеке. Она написана в Вольске в 1797 году и охватывает в основном ситуацию с попыткой насадить на Иргизе единоверие. Написана с заметной симпатией к Сергию, однако, не переходящей в предвзятость. По оценкам историков, отличается высокой степенью достоверности, простотой и естественностью написания, вероятнее всего, очевидцем событий.
Другой важной рукописью, относящейся к тому же историческому периоду, является «История о лжемонахе Сергии» авторства некоего инока Верхне-Успенского монастыря Феоф.(илакта?) в октябре 1797 года «благословением и советом отец и братий» монастыря. По оценке историка второй половины XIX века Николая Соколова, характеризуется сильным нерасположением автора лично к Сергию и апологией его соперников, однако, несмотря на негативно-эмоциональную составляющую, факты изложены достаточно достоверно. Ранее хранилась в библиотеке А. И. Хлудова
Некоторые подробности биографии Сергия раскрывает его собственное сочинение «Зеркало для старообрядцев не покоряющихся православной церкви».
Значительную работу по обобщению источников проделал саратовский историк Николай Соколов в своей магистерской диссертации «Раскол в Саратовском крае. Опыт исследования по неизданным материалам». Учитывая, что ему было доступно больше источников, чем сохранилось до современности, значительная часть сведений по материалам, местонахождение которых сейчас определить затруднительно или невозможно, приводится в этой статье со ссылками именно на его фундаментальную работу. Историки XX и XXI веков не много прибавили к научным данным о Сергие, однако им всё же удалось уточнить некоторые детали биографии, в том числе дату рождения.

## Биография

### Ранние годы жизни
О ранних годах жизни Сергия известно немного, а существующие версии и подробности довольно противоречивы.
Симон Юршев, по данным Макария, был старшим сыном московского купца Петра Юршева. Пётр Юршев был известным старообрядцем и являлся одним из главных виновников убийства архимандрита Амвросия в ходе чумного бунта в Москве в 1771 году, за что и поплатился. Опасаясь повторения участи отца, Семён скрылся в лесах Московской губернии, где жил среди старообрядцев и разного рода беглецов. Здесь же в одном из скитов принял постриг под именем Сергий.
В ходе одного из розысков Сергий был задержан, оказался в московской тюрьме, откуда, однако, сбежал в Польшу, в слободу Ветка, бывшую в то время одним из старообрядческих центров, и где нашли приют многие сбежавшие от гонений российские старообрядцы.
В 1776 году Сергий воспользовался указом Екатерины II о позволении раскольникам возвращаться в Россию. При переходе границы он назвался русским уроженцем, якобы не помнящим, где он родился и кем был привезён в Польшу.
По общепризнанной точке зрения он сумел пронести из Польши в Россию походную складную церковь, предусмотрительно записав её в паспорт. Впоследствии это дало ему возможность обустроить церковь в монастыре. Однако Макарий полагал, что вместо церкви Сергий пронёс через границу пустой холст, намотанный на палки. По его мнению, Сергий изначально поставил себе целью сделаться главою всей иргизской общины. Другой исследователь истории саратовского старообрядчества Иван Добротворский тоже полагал, что Сергий ещё до прибытия на Иргиз планировал получить власть над всеми иргизскими монастырями. Это своё утверждение Добротворский подкреплял фактом незаконной постройки Сергием церкви для упрочения своей власти, так как церковь давала монастырям новых прихожан, а значит и рост доходов и влияния.

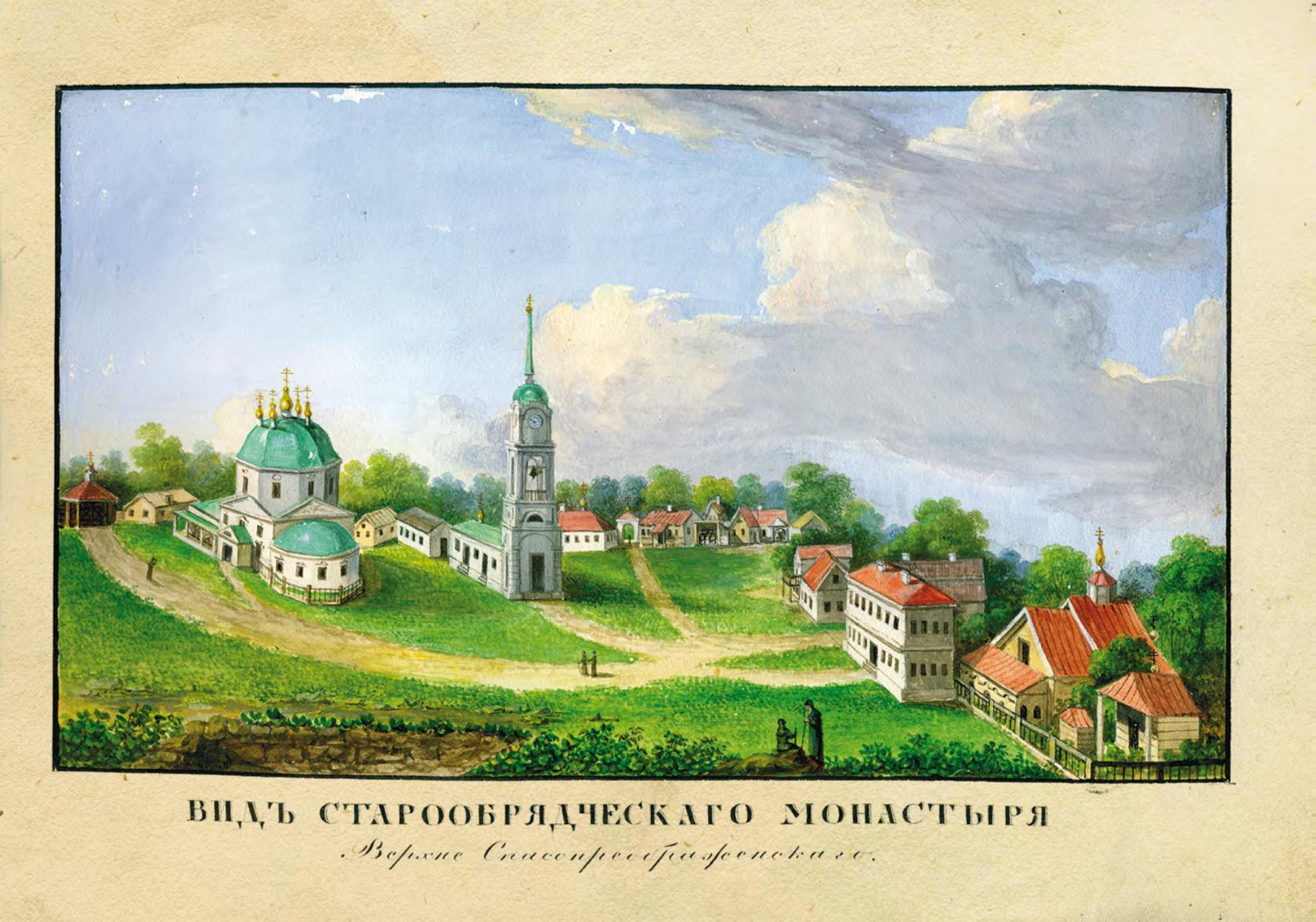
Верхне-Спасо-Преображенский монастырь

В том же 1776 году Сергий, согласно Макарию, опасаясь возвращаться в Москву после недавнего побега, отправился на Большой Иргиз, где действовало несколько довольно известных старообрядческих скитов. Местом своего обитания он выбрал Исаакиев скит и скоро приобрёл уважение среди насельников монастыря, явно выделяясь из них не только как московский уроженец и сын известного раскольника, но и как человек трезвомыслящий, грамотный и начитанный. Вслед за ним на Иргиз прибыла его мать Марина с младшим сыном и дочерью и приняла постриг с именем Макрины.
Однако Николай Соколов, описывая в своём сочинении «Раскол в Саратовском крае» версию митрополита Макария, отмечает, что тот не приводит никаких свидетельств того, что Сергий лично был замешан в события чумного бунта и что у него были какие-то причины опасаться за свою жизнь и свободу до ухода в леса. Кроме того, Соколов полагал, что такие дальновидные планы захвата власти на Иргизе, какие приписывает Сергию Макарий, совершенно не вяжутся с дальнейшей его биографией, когда он никак не проявил ни дальновидности, ни умения анализировать людей в событиях вокруг присоединения к единоверию. Современный исследователь Антон Наумлюк также считает, что последующие действия Сергия, в частности долгое противостояние с другими настоятелями по поводу перемазовщины, позволяют предположить, что Сергий действительно принёс на Иргиз складную церковь, но никакого особого плана у него не было.

### Жизнь на Иргизе
Иргизский период жизни Сергия известен более подробно.
Сергий быстро приобрёл авторитет в монастыре, где была большая нехватка грамотных людей. Так, в ходе восстания Пугачёва один из старцев говорил про грамотных людей в обители: «таковых в монастыре нет; набралось было человек двадцать, да и те от команды сыщиков разбежались». Уже спустя год после своего появления Сергий играл весьма важную роль в управлении монастырём. Основатель и настоятель обители Исаакий даже отправил его в Москву для налаживания связей между иргизскими и московскими старообрядцами. В Москве Сергий стал свидетелем известной попытки старообрядческой общины Рогожского кладбища сварить миро для помазания священников православной церкви, пожелавших примкнуть к старообрядцам. В своём сочинении «Зеркало для старообрядцев» он оставил ряд воспоминаний об этой поездке, в том числе о самой процедуре мироварения, в ходе которой он вступил в спор с совершавшим её священником Василием Чебоксарским по поводу того, что последний вычитывал не все положенные по канонам молитвы. Однако как бы Сергий ни относился в глубине души к законности процедуры и точному соблюдению канона, на деле он признал законность мироварения, не забыв запастись сваренным миром для своего монастыря, где его не было.
Не забыл он и о другом жизненно необходимом для монастыря: на Иргизе уже два года не было старообрядческих священников. Сергий выпросил у Михаила Калмыка, считавшегося ту пору верховным отцом поповщины, священноинока Иеронима для отправления треб.

### Участие в Перемазанском соборе
Попытка общины Рогожского кладбища сварить миро вызвала большой конфликт в старообрядческом мире.
Дело в том, что после церковной реформы Никона к старообрядцам не примкнул ни один епископ, что приводило к постоянному уменьшению числа священников, придерживавшихся старых обрядов. Часть раскольников даже сформировала особое течение — беспоповство, поповцы же принимали в свои ряды священников никонианской церкви. Однако процедура приёма беглых священников была различной для разных старообрядческих общин: в польской Ветке священника погружали в крестильную купель в полном облачении, а после мазали миром, самолично сваренным попом Феодосием. Керженские староверы мазали священников миром, якобы сваренным ещё до раскола патриархом Иосифом, некоторые общины принимали священников после простого отречения от ересей. И теперь прочие общины не хотели соглашаться на унификацию обряда и признание главенства московской общины. Для разрешения конфликта был собран собор, в дальнейшем получивший название «перемазанского».
Собор проходил с ноября 1779 по январь 1780 года, в его ходе состоялось 10 заседаний, на которых присутствовало от 100 до 300 человек. Сергий участвовал в Соборе как один из представителей Иргизских монастырей — крупной старообрядческой общины. По его воспоминаниям, он участвовал в соборе простым наблюдателем. В сочинениях Никодима Стародубского, оставившего подробные записки о Соборе, о Сергии упомянуто лишь дважды.
Однако известная рукопись одного из свидетелей этого Собора позволяет сделать вывод, что Сергий был довольно заметным участником процесса, активно выступал на заседаниях и умело играл на противоречиях между различными общинами, а Никодим в своём сочинении писал, что просил, чтобы ему прислали в оппоненты для дискуссии именно Сергия, после того как самого Никодима не хотели пускать на одно из заседаний.
Собор окончился безрезультатно, посланники от Стародубья категорически отказались признавать московское перемазывание и полностью рассорились с остальными старообрядцами, отколовшись от них. Остальные же делегаты решили в дальнейшем принимать православных священников только после перемазывания, постановив одновременно уничтожить сваренное в 1777 году миро и далее использовать масло «патриарха Иосифа». Сергий поддерживал московскую общину, то есть придерживался мнения, что для очистки священников от еретической скверны необходимо перемазывание. В ходе прений на соборе Сергия даже обвиняли в ереси, но поддержка победившей партии не только оградила его от обвинений, но и выдвинула в число лидеров старообрядчества. Именно его отправили в стан оппонентов, в Стародубье, для уведомления о решении собора. Однако на своей территории его противники могли действовать смелее: по ряду свидетельств, там Сергия пытались попросту убить, и он едва спасся.
После спасения и возвращения в Москву именно Сергию поручили вести письменную полемику с Михаилом Калмыком и Никодимом Стародубским. Чем он и занялся, используя всё своё красноречие и эрудицию. Его сочинение «Обыскательное разсуждение» стало первой попыткой поставить перемазывание на каноническую почву.

### Настоятельство
В ходе пребывания Сергия в Москве умер основатель и настоятель его скита Исаакий. Перед смертью он указал на Сергия как на своего преемника, с чем братия согласилась: с именем Сергия, уже известного в старообрядческом мире в качестве непоколебимого «адамантa благочестия», они связывали свои надежды, и никто в обители не мог сравниться с ним в славе.
Однако, Сергий с неохотой принял предложенный пост, ссылаясь на свои молодость и неопытность. Насколько искренними были его отговорки — неизвестно, но всё-таки 3 мая 1780 года скитниками был составлен следующий документ:

Благоволением и Благостию Бога Отца Вседержителя…Собравшиеся мы вси, братия Верхне-Исакиева скита, для избрания настоятеля во свою обитель, и по всему общему братскому нашему совету выбрали мы в своём обществе в строители инока Сергия, на исправление всяких монастырских нужд, как духовных так и земных. А ему бы настоятелю, иноку Сергию, наипаче всего попечение иметь об общем молитвенном храме.., чтобы не был он скуден церковною службою… И нам бы всем братием, иже под рукой его пребывающим, во всем богоугодном деле безпрекословное повинение имети, а настоятелю бы с нами правильно и отечески нас научати… Ему, настоятелю, отнюдь бы никакого дела, которое до монастыря следующаго, собой не определяти, но в совете с собой имети казначея… А паче чаяния какое дело великое случится, до всего монастыря и до всей братии касающееся, то всей бы братии на собрании дело то представляти и братски со смирением о случившемся деле советовати.
Кроме того, настоятелю предписывалось следить за выполнением монастырского устава согласно наставлениям Макария, митрополита московского, чтобы «старцы у себя не имели и не пили хмельного и горячего вина; дабы не завелось в монастыре бесчинство и от бесчинства всякое худое дело производится, то есть разорение святоотеческому и иноческому житию».
Сергий активно принялся за исполнение наказа братии: он составил устав общежития, ввёл общую трапезу. Устав Сергия неизвестен историкам, однако сохранился устав Нижне-Воскресенского монастыря, о котором известно, что он создан по аналогии с уставом Верхне-Успенского:

1. Всеми силами пещись о братии.
2. Иметь при себе 12 человек из братии для совета, без которого не делать никаких дел.
3. В церквах иметь кружку с подаяниями, которые идут исключительно священникам.
4. Если кто из братии станет виновным, то его кормить, воли не лишать, а наказывать лишь по определению с советом.
5. Все суммы подношений поступают к настоятелю, но шнуровые книги прихода-расхода проверяют старцы.
6. Для получения подношений в письмах назначить особого поверенного, который будет их получать, записывать в книги, передавать настоятелю, а тот передаёт казначею или уставщику церкви.
7. Приходящих на богомолье или для житья ни под каким видом без Совета не принимать.
8. Для приезжих казначей выделяет всё потребное.
9. Без Совета и казначея настоятелю никуда самовольно не ездить.
10. Трата денег настоятелем лишь после согласия Совета и казначея.
11. Если кто-то из братии окажется виновным в преступлении, выдавать того в присутственные места по желанию всей братии.
12. Излишнего скота не держать, а для ухода за ними держать соответственное число работников.
13. Если настоятель не будет всё это исполнять, Совет доносит об этом другим настоятелям, если же настоятель не подчиняется, избирается новый.

Вскоре, благодаря связям с богатыми купцами-старообрядцами из Москвы и Поволжья, а также благодаря своей известности, Сергию удалось выхлопотать и разрешение местных властей на строительство постоянного храма — вопреки существовавшему законодательству Российской империи, запрещавшему старообрядцам строительство церквей. К существовавшей часовне был пристроен алтарь, и новая церковь освящена во имя Введения во храм Пресвятой Богородицы.
Подробности этого события имеются лишь в сочинении митрополита Макария, как уже отмечалось ранее, не отличающемся качеством и достоверностью источников. По Макарию дело происходило так: Сергий сначала ходатайствовал к властям о разрешении починить часовню после пожара. Получив же такое разрешение, он незамедлительно построил новую пятиглавую церковь с колокольней, называя её по-прежнему часовней, и обратился с новым ходатайством: разрешить поставить в этой часовне временную полотняную церковь, принесённую им из-за границы, чтобы иметь возможность отслужить несколько обеден, дабы пополнить запасы святых даров. Священноинок стараниями Сергия уже появился в монастыре несколькими годами ранее. И вновь разрешение было получено, но церковь обернулась не временной, а постоянной.
Так или иначе, но на Иргизе появилась первая полноценная церковь, в монастыре открылось служение божественной литургии, и скит получил название Верхнего монастыря. Это стало началом расцвета Иргизских монастырей. Известие о формальном разрешении богослужения на Иргизе быстро разлетелось по стране, и в монастырь потянулось множество богомольцев со всех концов России: Урала, Дона, Волги, Сибири, Санкт-Петербурга. Кто-то шёл для поклонения святым местам, веря в распространившуюся легенду, что места для строительства монастырей на Иргизе указаны свыше, и будто бы там почивают нетленные мощи святых подвижников. Другие шли за святыми дарами. Вскоре тесная Введенская церковь уже не могла вместить всех желающих, а священноинок Иероним не успевал уже свершать все нужные требы. Остро встал вопрос о расширении числа священников.
Иргизские монастыри и до перемазанского собора не принимали «неисправленных» священников, а после него это стало вовсе невозможным. Стародубье, после собора отколовшееся от большинства, в глазах старообрядцев дискредитировало себя и тоже не могло прислать новых священников. Сергий нашёл такой выход: привилегии Стародубья он решил перенести на Иргиз, где сам он рассчитывал занять место Михаила Калмыка. Сочиняемое им «Обыскательное разсуждение» в итоге довольно убедительно стало доказывать, что без перемазывания нельзя принимать священников, осквернённых «обливательным крещением». Но исправлять священников и очищать их от скверны путём миропомазания можно только там, где есть истинная церковь и истинное миро. После отпадания от беглопоповицкого толка Стародубья церковь и миро существовали лишь в одном месте: Верхнем монастыре на Иргизе. Эту свою идею Сергий довольно тщательно замаскировал в рассуждениях и ссылках на канонические правила и свято-отеческие установления. Кто-то из старообрядцев не понял тайный смысл сочинения, кто-то понял, но не захотел принять.
В первую очередь недовольство подобным возвышением Сергия высказали другие настоятели иргизских монастырей. Антоний, настоятель Филаретова скита, заявил, что при острой необходимости старообрядцы могут принимать православных священников и без дополнительного перемазывания, и подкрепил свои слова делом, приняв в монастырь без исправления некоего попа Василия. Сергий ответил созывом собора, состоявшегося 2 августа 1782 года «при церкви чеснаго и славнаго Введения в храм Божией Матери». Антоний также присутствовал на соборе, однако все доводы Сергия о том, что крещение и хиротония «обливанцев» и «единопогруженников» не могут быть признаны истинными и перемазывание обязательно, не были услышаны. Собор окончился ничем, все стороны остались при своём мнении.
5 марта 1783 года в Верхнем монастыре вновь было созвано «полное общее собрание». И хотя большинство высказалось в пользу Сергия, приняв и утвердив рогожские правила перемазывания, этого Сергию было недостаточно. Он стремился к полному подчинению своему курсу со стороны других настоятелей, включая неуступчивого Антония. Для этой цели Сергий вступил в письменную полемику с оппонентом, отправив тому ряд вопросов относительно церковных канонов. Антоний ответил, однако использовав в качестве аргументов не ссылки на церковные уложения, а в первую очередь собственное мнение. Сергий не замедлил воспользоваться оплошностью соперника и собрал братию своего монастыря, где зачитал ответы Антония. Братия поспешила согласиться со своим настоятелем и поручила тому написание «соборного рассмотрения», которое вскоре было разослано по крупным старообрядческим общинам. В нём Сергий попросту записал своего противника в еретики, обвинив его в упорстве и нежелании покориться истине. Антоний не замедлил ответить новым письмом, дело пошло на новый круг. Такая активная открытая переписка между настоятелями длилась довольно продолжительное время.

### Собор 1783 года
Тем временем Сергий продолжал церковное строительство в своём монастыре, поскольку Введенский храм уже не удовлетворял потребности монастыря и верующих. Вскоре после его освящения началось строительство нового храма. Гражданские власти не препятствовали строительству, и благодаря щедрым пожертвованиям со всей России храм скоро был построен. 19 декабря 1783 года он был освящён во имя Успения Божьей Матери, монастырь стал называться Верхне-Успенский (под таким именем он существовал до 1804 года, когда был переименован в Верхний Спасо-Преображенский). На торжественную церемонию освящения нового старообрядческого храма, редкую в Российской империи, прибыло множество верующих, в основном саратовских, вольских и хвалынских купцов. Сергий не преминул воспользоваться этим в своих целях и в день освящения собрал в монастыре «всеобщественное собрание», предложив присутствующим так или иначе разрешить вопрос о перемазывании. Он был уверен в расположении купцов и рассчитывал, что собрание примет его сторону, после чего Антонию ничего не останется как покориться: ссориться с щедрыми благодетелями было крайне невыгодно. Этот расчёт оказался верным.
Всеобщественное собрание приняло «свято-правильное разсмотрение и объяснительное святой церкви и всему христианству общее положение»:

1. чтобы имела в себе святая христианская церковь свято-законное всякое во всём определение, по свято-апостольским и свято-отеческим святым правилам обдержным и смотрительным;
2. чтобы употребляла их каждое в своё время, а не так как некоторые от святой церкви заблудники не во своё время употребляли свято-апостольские и свято-отеческие предания, от чего и заблудиша, за что и прияша на себя от святой церкви клятву, а не благословение;
3. чтобы не принимала обливаемых малороссийским крещением и происшедшей от обливанцев хиротонии и к священнодействию чтобы отнюдь таковых не допускала, а которые священники от обливанцев приняты, то те в своих местах оставлены и молчанию преданы;
4. чтобы нигде вновь не принимали пришедших священников, кроме святой церкви, для лучшего законоправильного во всём рассмотрения;
5. когда хотя где по какой необходимой нужде какого вновь пришедшего священника и примут, то о том бы в скорости дать от того места знать ко святой церкви, для союзолюбовного ко святой церкви покорения

Хотя Антоний прекрасно понимал, против кого направлены подобные формулировки, какая именно церковь называлась святой, видел, что четвёртый и пятый пункты закрепляют за Верхне-Успенским монастырём на неопределённое время привилегию принимать беглых священников, осознавал все духовные и материальные выгоды от такой монополии, он был вынужден покориться, поставив свою подпись под документом сразу вслед за Сергием. Однако недовольства решением он, видимо, не скрывал, так как Сергий, комментируя решение собора, заявлял, что «настоятель Антоний святой церкви и всеобщественному ея собранию… с неохотным усердием покорился». Недовольство Антония было понятным: как видно из подписей к документу, к этому времени в Верхнем монастыре было четыре священника, один иеромонах, один иеродиакон и один диакон, что позволяло проводить богослужения со всем благолепием, а в Филаретовом скиту не было никого из священнослужителей, что ставило монастырь в прямую зависимость от Сергия.
Но в целом Сергий одержал полную победу. Соборное положение по сути поставило его во главе всего поповского толка старообрядцев, а Верхний монастырь получил фактическую монополию на «перемазывание» священников. Развивая успех, Сергий незамедлительно разослал во все крупные общины копии постановления, представляя этот собор прямым продолжением московского собора 1779 года. Но хотя к сведению постановление собора приняли все общины, не все пожелали выполнять его решения. Сибирские старообрядцы отказались подчиняться иргизским постановлениям, аргументируя тем, что они принимают не «обливанцев», а «трёхпогруженцев», получивших хиротонию от архиереев грузинских или от переяславского Алексия и астраханского Илариона, о которых точно известно, что они и сами не обливанцы и рукоположены не обливанцами, а значит «в замешательстве» с еретическими архиереями не состоят. Узнав об этом, Антоний воспрял духом и вновь выступил против Сергия, защищая обливательное крещение и обливанскую хиротонию, и даже снова принял в монастырь без исправления какого-то священника. И если Антонию Сергий мог противостоять, собрав новый собор, то попытка принудить к покорности подобными методами большую и влиятельную сибирскую старообрядческую общину грозила расколом и потерей всех полученных привилегий. Для борьбы с сибирскими старообрядцами Сергий избрал уже проверенный литературный путь уговоров.
Его новое сочинение «Беседословие с сомнящимися о святой церкви и православном священстве» было окончено и разослано по старообрядцам в апреле 1786 года. В нём он вновь отстаивал положения из прежних своих трудов: что обливательное крещение — коренная язва русской церкви и главная ересь, что нет теперь на Руси ни одного православного епископа, так как одни сами крещены обливательно, другие поставлены обливанцами, третьи находятся в тесной связи с ними, в том числе и грузинские епископы, и Алексей переяславский, и Иларион астраханский. Писал Сергий, что только в Успенском иргизском монастыре неизменно сохранилось апостольское учение, правильное священноначалие и такое же совершение таинств, а потому только он, только святая церковь, имеет право «по нужде или смотрительству времени допускать пременение закону». После чего Сергий обстоятельно и со ссылками на решения раннехристианских соборов доказывал, что такое отступление от церковных правил в принципе возможно и по необходимости приемлемо.
«Беседословие» сработало, поповцы покорились, уступили и сибирские старообрядцы, и прочие сомневающиеся, полагая отныне каноническим церковное положение всеобщественного собрания 1783 года. Монопольное право Иргизских монастырей исправлять беглых священников более не оспаривалось, и начался период их расцвета. Впервые со времён откола Стародубья и перехода в «еретичество» Никодима и Михаил Калмыка для поповского старообрядчества появился авторитет, высшее руководство и видимая законность. Учитывая эти заслуги Сергия, а также его работы по установлению монастырской жизни на Иргизе, современники присвоили Сергию титул «строителя», которым он весьма гордился.
Тем временем на Иргизе и прочие монастыри следовали примеру Сергия: были приняты уставы, началось церковное строительство, торжественность, благолепие, эффектность обеспечивали Сергию и его сподвижникам постоянный приток богомольцев в обители. Иргизское исправление священников заработало столь интенсивно, что чуть ли не ежегодно со стороны властей стали появляться постановления о запрете допускать в иргизские монастыри беглых священников. Однако предприимчивые старообрядцы основали на рассылке исправленных священников по стране высокодоходный бизнес, доходы от которого, пущенные на взятки, позволяли им игнорировать требования Синодальной церкви.

### Обращение к единоверию
Следующие несколько лет жизни Сергия практически не отражены в исторических документах и литературе. Известно, что 6 июля 1786 года в Верхне-Успенском монастыре состоялись выборы настоятеля, однако неизвестна ни причина отставки Сергия, ни имя его преемника. Известно также, что в 1790 году Сергий вновь был на посту настоятеля — 18 июля в этом звании он отправлял свои «вопросы» Никифору Феотоки.
Когда и почему такой «адамант благочестия», как Сергий, обратился к единоверию, тоже неизвестно. В литературе описано две похожие версии.
По версии митрополита Макария, именно астраханским архиепископом Никифором Феотоки Сергий был обращён из раскола, а причиной этого стало наблюдение за нравственностью и поведением беглых попов: «их позорная, соблазнительная жизнь и привела Сергия к мысли просить у синода законных пастырей». Добротворский соглашается с этим, дополнительно указывая на случай, особенно сильно подействовавший на Сергия: во время одного из крестных ходов к ногам первенствующего священника бросилась женщина и стала обвинять его, что он клятвопреступник, обманщик, оставивший её, свою законную жену, с малолетними детьми без куска хлеба.
Николай Соколов с отсылкой к «Зеркалу для старообрядцев», однако, указывает, что Сергий знал за беглыми попами прегрешения и похуже, и подобный скандал не мог быть важным эпизодом. Соколов считает, что одной из причин был быстрый рост популярности настоятеля Нижне-Воскресенского монастыря Прохора Калмыкова, которого Сергий считал серьёзным конкурентом в борьбе за место верховного Иргизского управителя. Другой причиной Соколов называет близость к богатому купцу Василию Злобину. Злобину стало неудобно признаваться в расколе в тех кругах, где он вращался благодаря своим миллионам: министры, великосветские балы и рауты, иностранные посланники, и он подумывал об определённом компромиссе с Синодальной церковью, наподобие того, который ранее заключил Никодим Стародубский. Однако выступать инициатором подобного обращения Злобин не желал и решил действовать через своего приятеля Сергия. О дате предполагаемого внутреннего обращения к единоверию можно судить по словам самого Сергия в предисловии к изданному им в 1799 году «Зеркалу для старообрядцев»: «уже десять лет, как я отщетился их (старого) учения».

Никифор Феотоки

За дело обращения общины к единоверию Сергий взялся довольно осторожно. Получив окружное послание Никифора Феотоки, направленное к старообрядцам, он как бы в ответ составил 15 вопросов по нескольким пунктам разногласий старообрядцев и никонианцев и зачитал их при собрании иргизских настоятелей и старшей братии. Собравшиеся одобрили вопросник и уполномочили Сергия отправить его Никифору за своей подписью и подписью уставщика обители Прохора. Сергий, воспользовавшись приездом Никифора в Саратовскую губернию для обозрения церквей, 18 июля 1790 года явился к тому с визитом, в ходе которого передал вопросы и прошение, где среди прочего говорилось:
| «Видя мы вашу благосклонность и велеотеческую милость, осмеливаемся припасть к стопам вашего высокопреосвященства и просить на наше следующее вам представление архипастырского вашего законоправительного от св.отец писания разсуждения и решительности. Просим вывесть не только что нас убогих из сомнения, но и прочих нашего старообрядческого единения, дабы можно было всякому видеть ваше архипастырское законное разсуждение и решительность, и могли бы не только мы, но и всяк без сомнения приитить и присоединиться к грекороссийской святой православной церкви, и ежели ваше высокопреосвященство дадите нам на сие желанное и просимое нами свято-церковное правильное и несомнительное решение, мы, именем всего нашего общества, обещаемся все пред всемогущим Богом, по решении, присоединиться к грекороссийской православной церкви.» |

Вопросы Сергия сами по себе ничем не примечательны, любопытна их умеренность, мягкость и сдержанность по сравнению с обычными вопросами подобных дискуссий. Скорее всего Сергий заранее предполагал, какие будут даны ответы, но ему требовался формальный повод для инициации процесса присоединения общины к единоверию. Николай Соколов предполагает в своём сочинении, что участники соборного совещания, вероятнее всего, отметили мягкость и избитость вопросов, потому и отказались поставить свои подписи под ними. Трогательность обращения, а главное, обещание со стороны самого Сергия отказаться вместе с влиятельнейшей иргизской общиной от старообрядчества не могли не обратить на себя особое внимание Никифора, сочинившего «Ответы на 15 вопросов иргизских раскольников и рассуждение о св. мире», впоследствии не раз переиздававшиеся. Получив ответы архиепископа, Сергий немедленно разослал копии с них по всем старообрядческим общинам, тем самым довольно ясно продемонстрировав свои намерения. Вероятно, это и стало причиной его повторной отставки с поста настоятеля предположительно в конце 1791 года.
В биографии Сергия авторства А. Я. есть сведения, что Сергия даже попытались убить некоторые иноки, но он был спасён неожиданно приехавшим исправником. При этом покушавшиеся избежали наказания благодаря подкупу чиновников со стороны богатого купца-старообрядца Расторгуева.
За год, проведённый в роли простого инока, Сергий несколько раз ездил в Астрахань, где встречался с Никифором. В сочинении неизвестного авторства «Записки о древней плащанице, хранящейся в Астрахани», переданном в 1833 году саратовскому епископу Иакову (Вечеркову) обер-прокурором Синода Нечаевым, рассказывается о том, что Никифор «увлечён был духом евангельской ревности поборника заблуждений побороть истиною православия и спасения». Древняя плащаница, хранящаяся в астраханском соборе, строительство которого относят к дораскольному периоду, на которой Спаситель изображён с перстами, сложенными по правилам православной церкви, согласно этому сочинению, окончательно убедила Сергия обратиться к православной церкви. И хотя сомнительно, чтобы именно плащаница убедила Сергия, тем более, что к православию он никогда не обращался, перейдя лишь в единоверие, но факт её осмотра и неоднократных диспутов о вере с Никифором несомненен.
Тем временем оказалось, что сменивший Сергия на посту настоятеля Кирилл был совершенно непригоден, при нём монастырь фактически подвергся разгрому, имущество обители открыто расхищалось, так что уже спустя год она имела жалкий вид. Братия вновь обратилась к Сергию с просьбой занять место настоятеля. Тот несколько раз отказывался, но в итоге согласился «главным образом по убеждению вольских купцов». На выборы, состоявшиеся 28 января 1793 года, действительно большое влияние имел Василий Злобин, всё ещё искавший пути нескандального перехода к более удобному религиозному толку.

Акт избрания, 2 февраля засвидетельствованный исправником, весьма любопытен: 
«Будучи на общем собрании, паки избрав, упросили мы всею братией быть над нами настоятелем бывшего строителя Сергия, с тем, чтобы всем нам единодушно у него, настоятеля, быть во всяком послушании, как долг и чин повелевает инокам; и при всем его, настоятеля, обязуемся все мы иметь, яко первейшего нашего пастыря во всяком от нас почтении; и между себя всей братии жить в совершенном согласии, безраздорно, и во всяких дурных, а паче в пьянственных делах отнюдь никому из нас как старцам, так и бельцам, не обращаться и хмельных напитков никому из нас у себя в кельях… ни под каким видом не иметь.»
Заручившись такой бумагой, Сергий стал править монастырём твёрдой рукой, так что уже через два года монастырь восстановил свой прежний вид. Правда, многие иноки не выдержали строгости его управления и оставили обитель, уехав на Урал или на Дон. Покончив к 1795 году с основными монастырскими проблемами, Сергий вновь занялся пропагандой единоверия. На Иргизе так объясняли его упорство «Ограждён всюду благополучием, отступник Сергий вознёсся сердцем, якоже древний Фараон и Навуходоносор, оставя Божию помощь…»
Но Сергий был теперь не одинок в своём начинании. Кроме Злобина, его идею поддерживали влиятельные вольские купцы Василий Епифанов, Пётр Сапожников, шурин Злобина Пётр Волковойнов и другие менее значительные вольские граждане. Его пропаганда наделала много шума: «Видяще в нём отцы духовное разстройство, убояшася, да не како в зрелую пшеницу его плевелы вместятся и могут повредити препростых душ спасению и отвести от правого пути к иному, его же не предаша отцы наши». Сложилась и противная партия из Прохора Калмыкова, его соратника Сергия Сыртовского, жены Василия Злобина Пелагеи, ревностной раскольницы и ещё одного видного купца Ивана Расторгуева, и в 1795 году ей удалось добиться отстранения Сергия.

### Отставка

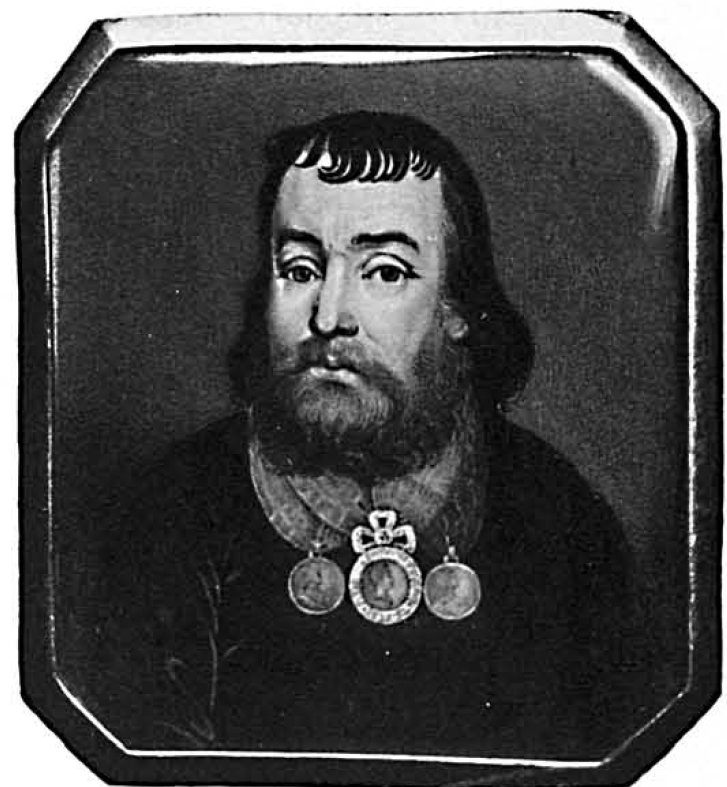
Василий Злобин

В доме Злобина было проведено «полное собрание иночества и гражданства», на котором хозяин дома задал вопрос: «Угодно ли вам, отцы государи, чтобы начальником был отец Сергий строитель?» На что собравшиеся, наученные Прохором и Пелагеей Злобиной, закричали: «Неугоден, неугоден!». На вопрос Злобина, почему так и в чём его вина, Прохор с Сергием Сыртовским отвечали: «на что больше сего порока, как то, что отцы почти все о нём сумнились, о его сочинении „Разговор православного с противным“ и о „Вопросах“, признавая его по всему, что он совсем от нас отступает, а похваляет во всём великороссийскую церковь и за благодатную её почитает? Сей порок важнее всякого порока… Мы все в том ему несогласны». Попытки Сергия объясниться были прерваны, его оппоненты знали его умение вести религиозные диспуты и не собирались предоставлять ему даже возможности для выступления. По одной версии собрание окончилось тем, что Сергий после уговоров Злобина отвечал, что он хотел «поработать над просвещением и соединением с церковью собратии», но так как не нашёл поддержки, то отказывается от идеи. Таким ответом Злобин остался доволен и даже положил Сергию пенсию в 300 рублей в год. По другой версии, ему пришлось дать клятву и подписку, что он останется верным иргизской святой церкви. Несомненно, что в отсутствие открытой поддержки со стороны Злобина Сергию пришлось идти на уступки: в качестве настоятеля было удобнее вести агитацию в пользу единоверия, чем простым иноком. Однако поста настоятеля он был лишён. Его место занял бывший солдат Исаакий, человек безграмотный и глухой. Этим решением собрание и окончилось.
На следующий день Сергий явился к Злобину, чтобы понять, какой позиции тот придерживается на самом деле — старообрядцев ли он поддерживает или готов примкнуть к единоверию и принять благословенных епископом священников. Злобин отвечал уклончиво, советовал не торопиться и рекомендовал отправиться в Санкт-Петербург, чтобы там договариваться о благословенном священстве, обещая тем временем готовить почву для единоверия на Иргизе. Сергий поверил. Однако его дипломатия и уступчивость пошли прахом: не прошло и десяти дней после собора, как старцам в руки попала тетрадь с сочинением Сергия, в котором он доказывал истинность троеперстия, называя старообрядческое двуперстие еретическим. Весть о подобном еретическом сочинении и отступлении от данной клятвы быстро разошлась по Иргизу.
Тогда Сергий решил действовать напрямик, обратившись к старцам за благословением ехать в Стародубье. Смущённые такой дерзостью монахи дважды собирались на совет, но Сергий неизменно отвечал, что ехать хочет по собственной надобности. С тем он и уехал, однако весть о его поездке опережала его самого. Не успел он добраться до Вольска, как местные старообрядцы встревожились, тем более, что все помнили о союзе Сергия с рядом видных вольских граждан. В одном из источников даже есть сведения, о том, что Пелагея Злобина публично пообещала, что если Сергий поедет в Петербург, то она приложит все усилия, чтобы его перехватить и убить.

### Хлопоты об обращении монастыря в единоверие

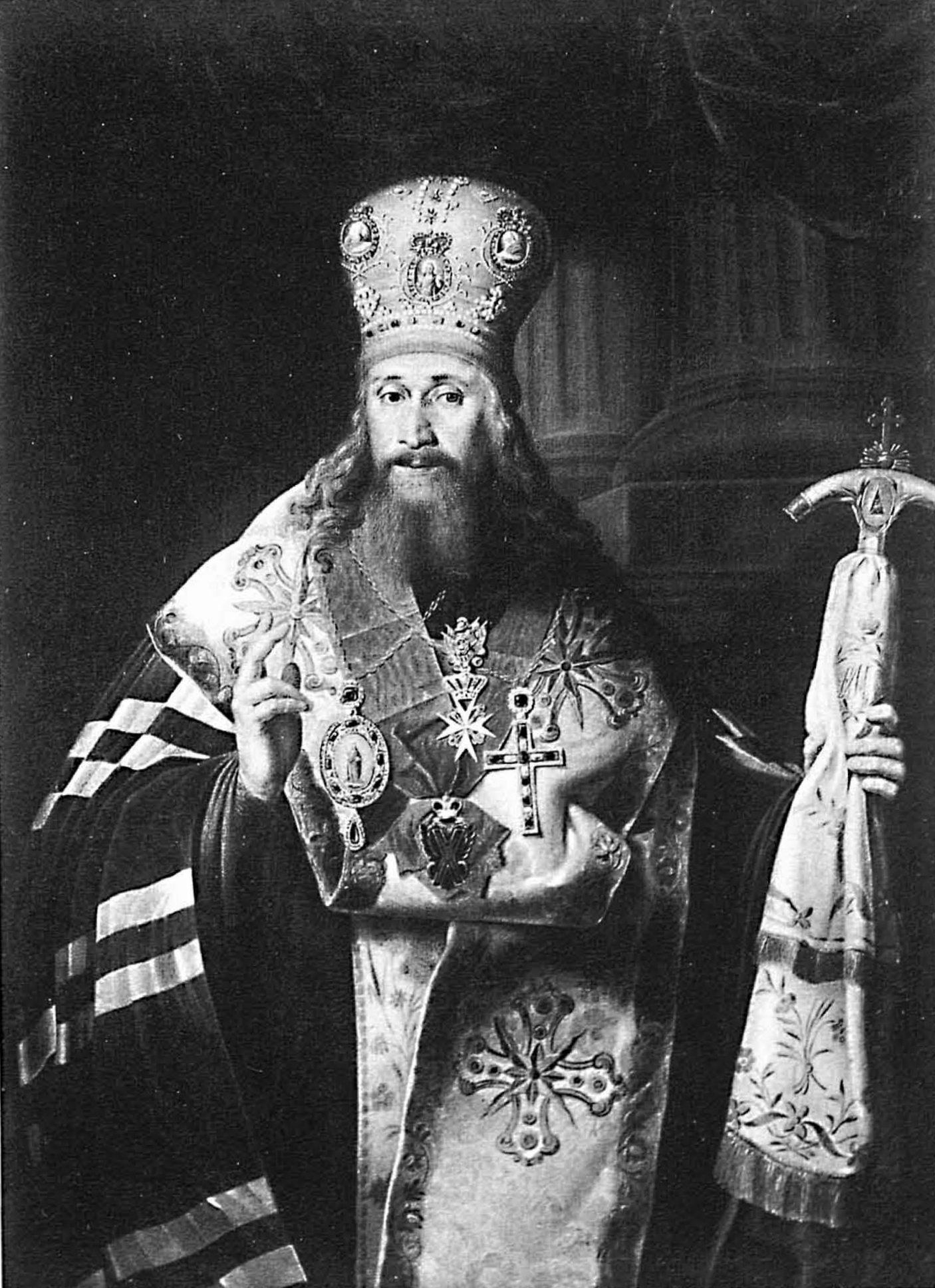
Амвросий

Тем не менее Сергий благополучно добрался до Санкт-Петербурга, где подал казанскому архиерею Амвросию, в то время заседавшему в Синоде, прошение, в котором, называя себя строителем Успенского иргизского монастыря, от имени всей братии ходатайствовал о назначении в обитель православного священника на условиях, ранее данных крымским старообрядцам, то есть с нахождением в ведомстве Казанской епархии и дозволением отправлять богослужение по старопечатным книгам.
Амвросий с радостью согласился, последовало прошение в Синод, которое было относительно быстро удовлетворено благодаря содействию митрополита Гавриила и Алексея Ивановича Мусина-Пушкина. В высочайшем рескрипте 19 июня 1796 года на имя казанского архиепископа Амвросия последовала желаемая резолюция.
Выполнив намеченное в столице, 30 августа 1796 году Сергий прибыл в Москву. Тамошние старообрядцы устроили заговор — «лучше де нам единого такого отступника погубить, нежели многим от нас погибнуть», — опасаясь, что если Сергий в самом деле начнёт агитацию против старых обрядов, то он будет действовать так же умело и решительно, как некогда в их пользу, а его громкое имя и знание многих неприглядных вещей способны многих увлечь и совратить. Сергий в ловушку не попался, и в места, где с ним можно было бы расправиться, заманить его не удалось. Был составлен новый план.
10 сентября 1796 года стало известно, что Сергий собирается уезжать и нанял себе извозчика до Саратова. Делегация от старообрядцам обратилась напрямую к гражданскому губернатору П. Козлову, который отправил доверенного человека к квартальному Сергею Венимаминову, смотрителю старообрядческого кладбища, со словесным приказом выполнить просьбу старообрядцев. Вечером того же 10 сентября квартальный арестовал Сергия и отправил того в съезжий дом «под строгую и жестокую стражу». Весть о аресте Сергия вызвала настоящий праздник на Рогожском кладбище: «…строитель Сергий отступник от нас в съезжем доме сидит; авось он лишится жизни».

Павел Каверин

Трое с лишним суток Сергий провёл в заключении, его не раз тщательно обыскивали, надеясь обнаружить при нём высочайшее повеление об обращении Иргиза в единоверие. Жизнь его была в постоянной опасности, никого к нему не допускали, кроме его врагов, лишь одному из его приятелей удавалось тайно снабжать его едой и питьём. Спасли Сергия его друзья, кто-то сообщил о случившемся полицмейстеру Павлу Каверину, приказавшему Вениаминову доставить Сергия к нему. Вениаминов перепугался и тайно отвёз Сергия лично к губернатору. Тот спросил, откуда полицмейстер узнал о пленнике, и велел выполнить приказ Каверина, передав тому, что вмешиваться в это дело он не будет, а оставляет дело на рассмотрение полицмейстера. Вениаминов доставил Сергия к Каверину, где доложил, что арестовал строителя по приказу губернатора, так как тому кто-то донёс, что он «имеет при себе некоторыя фальшивыя бумаги и пачпорт». На следующий день полицмейстер и квартальный привезли Сергия к московскому главнокомандующему Михаилу Михайловичу Измайлову. Тот принял Сергия ласково и, выслушав его историю от полицмейстера, предложил подать жалобу. Сергий отказался: «я монах и должен во всём последовать стопам Спасителя… взять на себя крест Его…, а не в бумажныя светские хлопоты входить».
Измайлов предложил охрану в пути, на что Сергий согласился. 16 сентября под конвоем солдатской команды с сержантом во главе он выехал из Москвы, из Коломны его сопровождал местный городничий, и 12 октября Сергий благополучно прибыл в Вольск, где остановился на монастырском подворье. Городской голова Василий Епифанов поздравил Сергия с благополучным приездом и получением монаршей милости: «мы все что на лучшие люди тому согласны, и тебя за сие весьма благодарим; только надобно сие такое богоугодное дело начинать как наивозможно поскромнее», после чего просил задержаться в городе, сказав, что монастырские старцы просили уведомить о приезде Сергия заранее. В монастырь был отправлен нарочный.
Однако в монастыре не собирались принимать Сергия. Его послушника, присланного с известием о скором приезде, отлучили от общения, запретив с ним есть, пить и молиться, даже кормить его стали из особой посуды. Священнику, который даровал послушнику по приезде прощение и очищение от скверны пребывания в пути, пришлось в буквальном смысле слова вымаливать себе прощение перед братией по наспех придуманному обряду, так как его сочли осквернённым. Незамедлительно был созван собор, где больше всех против Сергия выступал Прохор Калмыков, доказывая что у того нет высочайшего повеления и действует тот своевольно: «Слушайте вы, старцы и бельцы, вот Сергий отступник едет и кто ему будет согласен, или кто в келью пойдёт и его к себе пустит, то какой бы тот человек ни был, старец или белец…то мы всячески постараемся до последней полушки его изгнать и места лишить…». Собор постановил Сергия не допускать в монастырь не только к начальствованию, но даже для жительства.

### Изгнание
До 21 октября Сергий ждал с Иргиза ответа, а вместо ответа прибыла целая делегация из настоятелей монастырей и виднейших старцев, которые просили городского голову собрать 22 числа собрание, где бы они побеседовали с Сергием. Собрание состоялось, на нём присутствовало до 200 человек. И вновь Сергию не дали вступить в религиозные диспуты, в которых он был силён и убедителен, а когда Сергий предъявил присланные от казанского архиерея бумаги об обращении монастыря, слово взял Прохор: «Сергий строитель совершенно от благочестия отступил, потому что согласен Бога молить за царицу и за всю царскую семью о здравии и называет их в молении благочестивыми и благоверными; также и молиться и за упокой душ усопших из всей царской фамилии; ещё и за св.синод и епархиального архиерея; так кто хочет ему быть согласен, пусть будет, а мы с ним в этом не согласны». Расторгуев его тоже поддержал, а вслед за ним и многие закричали «не согласны, не согласны». Сергий попытался доказать, что царицу можно называть благочестивой и благоверной, но Прохор и Расторгуев со своими сторонниками снова подняли шум. Собрание окончилось ничем, кроме ссоры между видными вольскими гражданами: Расторгуевым с одной стороны и Сапожниковым и городским головой с другой. Так, умело играя на незначительных, но конфликтных деталях, противникам Сергия удалось оставить его не у дел.
25 октября Сергий обратился к исправнику Петру Безобразову с просьбой дать ему провожатых до монастыря помимо данных губернатором двоих казаков. Исправник не советовал ехать в монастырь, сообщив что настоятели монастырей подали прошение в суд, в котором заявляют, что не согласны видеть Сергия в монастырях даже на жительстве. В итоге, подчиняясь указу из наместнического правления и распоряжению губернатора во всём оказывать Сергию помощь, исправник объявил старцам, что не может воспрепятствовать Сергию возвратиться в монастырь. Впрочем, до получения особых распоряжений Сергию предписывалось не вмешиваться в дела обители. Сергий попросил разрешения произвести опись монастырского имущества, так как ему сообщали, что оно разворовывается. Для этого исправник выделил ему в помощь дворянского заседателя Никифорова и регистратора Уфимцева. 28 октября Сергий прибыл в монастырь. Оказалось, что действительно многое из монастырского имущества пропало: холстов, сукна, стали, железа, овчин и прочего недосчитались более чем на 2 тысячи рублей. Однако, вопреки прямому приказанию исправника, получившие изрядные взятки Никифоров с Уфимцевым отказались описывать имущество и уехали.
Сергий оказался в весьма затруднительном положении. Его не допускали ни в церковь, ни в келарню, не давали ему никакой еды, кормила его родная сестра инокиня Александра, которую также притесняли. Только 23 декабря в монастырь приехал исправник с указом наместнического правления, по которому братии запрещалось обращаться в уездный суд, наместническое или губернское правление, указывался единственный путь — к епархиальному архиерею. Исправник также разрешил Сергию ходить в церковь, келарню и по кельям братии. Однако после его отъезда Сергия в церковь так и не допустили. Из обоих храмов вынесли в келарню ризы, книги, стихари, подсвечники и другую утварь, а сами церкви заперли и службу не проводили. Сергий отправился с жалобой в вольский земский суд и к губернатору. Но в Вольске он встретил местного купца и бургомистра Климова, который уговорил Сергия подождать возвращения из Астрахани Злобина, который якобы скорее и проще сможет уладить всё дело. И хотя Сергий и опасался, что против жены Злобин не пойдёт, но и оказать такое явное невнимание влиятельному откупщику не мог и терпеливо дожидался его с 27 декабря по 12 февраля 1797 года. Злобин по приезде действительно пообещал помочь.

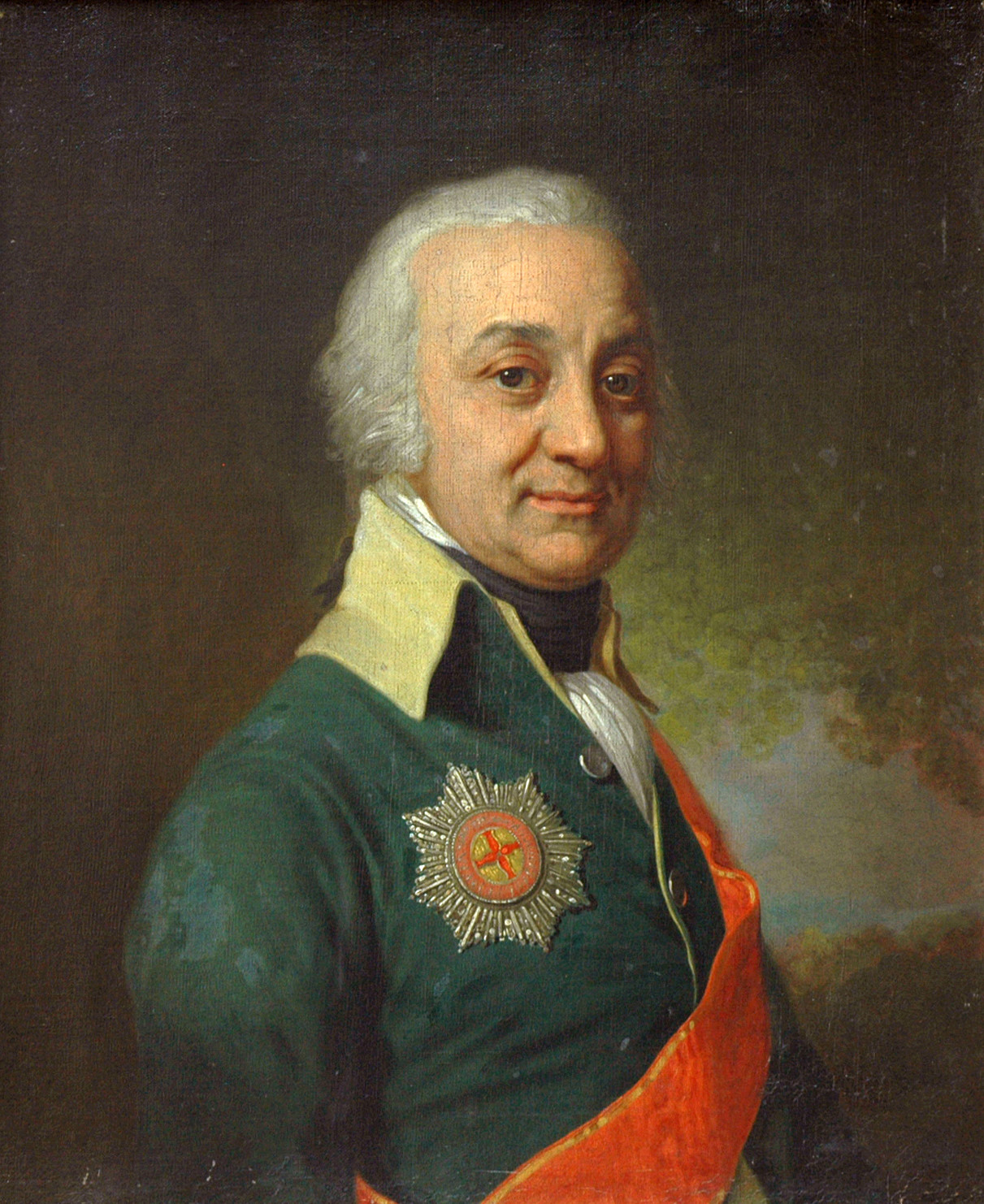
Портрет Павла Рунича работы В. Л. Боровиковского

16 февраля с особым поручением императора Павла I в Вольск прибыл владимирский губернатор Павел Рунич, который остановился в доме у Злобина. Он посетил Нижний монастырь, где ему не преминули пожаловаться на Сергия, что он чинит им притеснения в духовных делах. В ответ старцам было обещано, что всё будет идти по-старому и Сергий им ничего не сделает. Когда же в свою очередь Сергий хотел было пожаловаться Руничу на противодействие «сволочи монастырской» высочайшему повелению о присоединении к единоверию, Злобин отговорил его, будто бы опасаясь, что тогда от монастыря камня на камне не останется, да ещё «по соседству» им достанется. После же отъезда Рунича Злобин посоветовал Сергию ехать в Москву, где на Пасху будет император с сенатом и Синодом. Он даже приказал казначею Успенского монастыря выдать Сергию сто рублей монастырских денег на поездку.
По возвращении Сергия в монастырь около 20 его сторонников из числа старцев и бельцов выдали ему письменную доверенность к казанскому архиерею просить прислать иеромонахов и иеродиаконов. В Вольске Епифанов, Сапожников и многие другие также дали ему письменную просьбу к Амвросию о благословенном священстве. В Саратове Сергий повстречал Злобина и передал эту просьбу ему, после чего отправился в Москву. В Москве Сергий развернул бурную деятельность: подал в Синод прошение и добился, чтобы митрополит Гавриил послал указ в Тихвинский монастырь с требованием отправить иеромонаха и иеродиакона в Верхне-Успенский монастырь. По прибытии в столицу Злобина Сергий уведомил его об этом, тот благодарил, а после в беседах с Авмросием и Гавриилом пообещал ввести Сергия со священноиноками в обитель «без всякого с обеих сторон огорчения».

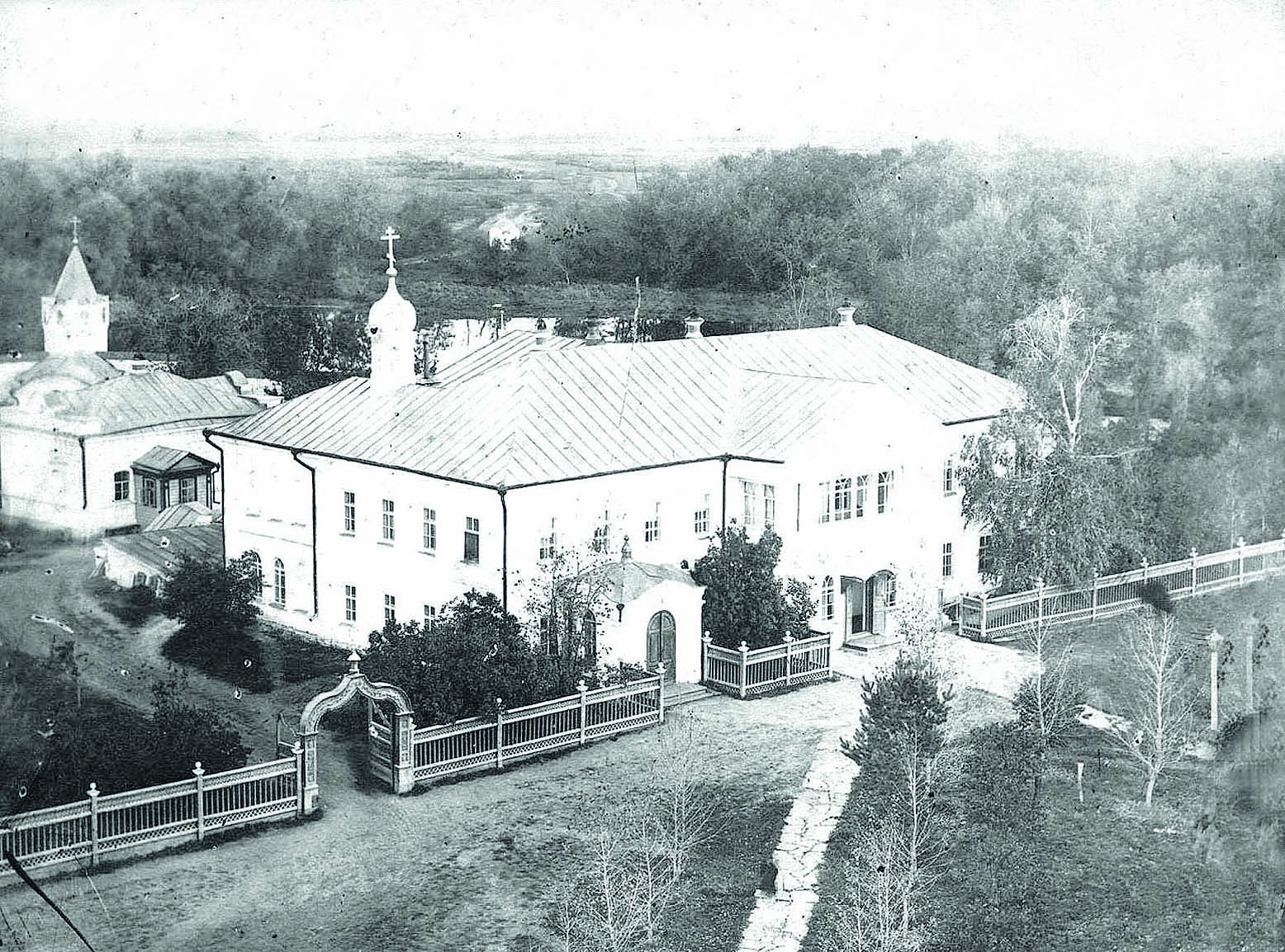
Верхне-Спасо-Преображенский монастырь

Однако Сергий не подозревал, что он уже давно лишился своего главного союзника. Ранее Злобин всё-таки отказался от идеи единоверия и договорился со старообрядцами, что не до́лжно на Иргизе быть благословенному священству. Поэтому уже некоторое время он не помогал, а, наоборот, вредил Сергию, впрочем не показывая этого явно. Он отправил нескольких купцов к Гавриилу, которые сообщили тому, что отправленных им священноиноков на Иргизе не примут. Кроме того Злобин будто бы не успел вручить Амвросию прошение от вольских горожан. Сергию пришлось вместе с тихвинскими монахами догонять Амвросия в Казани. Злобин же написал архиепископу письмо, в котором он утверждал, будто по возвращении из Москвы «нашёл успенскую обитель всю разстроенною», строителя с благословенными священниками братия принимать не желает, и даже окрестные селенья изрядно озлоблены против строителя. Письмо явно было рассчитано на то, что Амвросий испугается и не отпустит Сергия на Иргиз, однако оно задержалось в пути, и 23 июня Сергий прибыл в Вольск, где Злобин, демонстрируя видимую радость от его приезда, одновременно тайно отправил в монастыри нарочного с приказанием ни под каким предлогом не допускать Сергия. Некоторое время спустя уже официально в монастыри был отправлен вольский купец Алексей Попов с письменным запросом: есть ли согласные со строителем. Он и привёз ответ, что таких нет: всех согласных с Сергием числом около двадцати человек из монастыря заранее изгнали. Четверо из изгнанных старцев пришли к Злобину, которого они считали своим соратником. Далее сотрудничать с обеими сторонами Злобин не мог и наконец откровенно признался Сергию: «делайте, отец Сергий, что хотите, когда в обители согласных нет, то и нам дела нет».

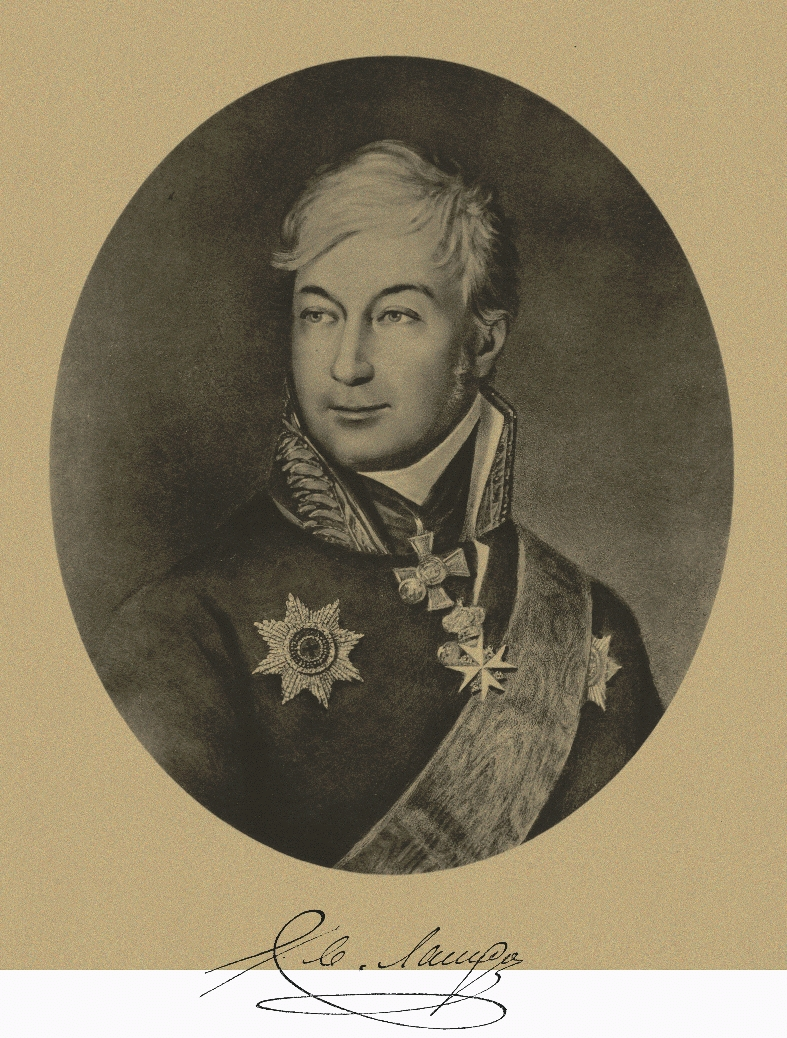
Василий Ланской

Теперь ближайшей надеждой стал губернатор Василий Ланской, к нему Сергий и обратился за помощью, продолжая утверждать, что многие в монастыре его поддерживают, но опасаются нынешнего монастырского начальства. Губернатор уже заранее знал о всех злоключения Сергиея, и удовлетворил его просьбу, отправив с ним в монастырь советника губернского правления, полковника Александра Иванчина, который выехал в путь 10 июля. Но Иванчин Сергию ничем не помог: проезжая через Вольск, полковник побывал у Злобина и после полученных «знаков внимания и признательности» вовсе не был расположен поддерживать Сергия. В результате Иванчина иноки встретили хлебом с солью, а Сергия даже не пустили в его запертую келью. На требования губернаторского посланца братия отвечала:

мы ни указа, ни архиерея, ни всего синода не слушаем, ибо мы не старцы, а мужики: мы платим подушныя, дворцовыя, рекрутския и прочия все государственные тягости, признавать великороссийскую церковь за православную и молиться за царскую фамилию, синод и епархиального архиерея — не согласны, ибо все они еретики.
В итоге Иванчин посоветовал Сергию уходить из монастыря. Пришлось подчиниться. Вместе с тихвинскими монахами только 9 с половиной часов Сергий пробыл в обители, после чего ему пришлось вновь выехать в Вольск.
Раздосадованный Сергий решил побороться с монастырской братией иным путём, он подал жалобу в саратовское губернское правление, заявив, что монастырь должен ему 300 рублей наличными, да ещё в строительство келий им было вложено 650 рублей собственных денег. Однако документов на такие долги монастыря не было, и над бывшим настоятелем нависла угроза ответа за ложные обвинения. Ему пришлось просить братию замять инцидент, одновременно подав в вольский земской суд челобитную о невзыскании этих денег с монастыря. Взамен ему пришлось дать подписку не входить в монастырь ни под каким видом и более не вмешиваться в его духовные дела.

### Дальнейшая судьба
После такого обещания Сергия больше ничто не удерживало в Саратовской губернии. Забрав с собой всех родственников, он отправился в Стародубье. Там он официально принял единоверие и вместе с племянником поступил в Никодимов монастырь, сестру и жену брата с племянницей устроив при единоверческой Преображенской церкви в Новозыбкове. Вскоре он был посвящён в сан иеромонаха и сделался настоятелем согласнического Успенского монастыря Новороссийской епархии в Беларуси.
На этом посту он запомнился лишь публикацией в 1799 году сочинения «Зеркало для старообрядцев не покоряющихся православной церкви». Дальнейшая его судьба внимания историков не привлекала и осталась неизвестной.

## Религиозные труды
Творческое наследие Сергия составляет ряд литературных трудов. Его «Обыскательное рассуждение», «Соборное рассмотрение на ответы настоятеля Антония», «Сочинение о бегствующем священстве», «Беседословие от лица св. церкве строителя о. Сергия с сомнящимися о св. церкви и о православном священстве» последовательно проводят мысль о необходимости перемазывания беглых попов, одновременно доказывая, что истинное их исправление возможно только там, где есть святая церковь и святое миро — в Верхне-Успенском монастыре
«Разглагольствие старообрядца с новообрядцем» написано Сергием в 1782—1783 годах. Сочинение носит полемический характер, в нём перечислены все вины никонианства и собраны все свидетельства в пользу старообрядчества, даже свидетельства древних икон, и сказано всё в защиту поповщины. Сочинение представляет собой диалог, в котором новообрядец подаёт реплики, а старообрядец ведёт речи, причём собеседники не равны, а находятся скорее в положении ученика с учителем, который снисходительно разъясняет ученику его заблуждения, поучает его и даже делает вид, что спорит, при этом новообрядец слишком слабо возражает и слишком быстро соглашается. Эрудиция автора, его опытность в делах полемики и ловкость в подборе свидетельств были по достоинству оценены старообрядцами. Главным недостатком сочинения Н. Соколов считал отсутствие оригинальной идеи, отмечая, что чрезмерное использование более ранних источников придаёт сочинению компилятивный характер, и соответственно отражается на логических построениях, при этом положительно оценивая язык произведения, как весьма гибкий и выработанный для своего времени.
В 1799 году в Санкт-Петербурге вышло сочинение Сергия «Зеркало для старообрядцев, не покоряющихся православной церкви». По мнению Добротворского, это произведение несло сугубо религиозные цели, направленные на демонстрацию раскольникам их заблуждений и сближение таким путём с единоверием. Соколов же считал, что Сергий ещё в бытность раскольником видел подобные книги, знал твёрдость и упорство раскольников, понимал что простой книгой их не переубедить, и написано было «Зеркало» в качестве апологии автора, попытки оправдать в глазах бывших единоверцев свою измену прежним убеждениям. Какой-либо успех для православия от этого сочинения среди старообрядцев неизвестен, однако в 1860 году она даже была переиздана в Москве.

## Влияние
Несмотря на выдворение Сергия с Иргиза попытки принять единоверие не сразу прекратились. Вольские купцы Епифанов и Сапожников при поддержке некоторых других горожан, число которых, правда, уменьшилось, предприняли попытку ввести в Вольске единоверие, выполняя прежний план. В конце 1797 года они приняли законом поставленного священника. Однако им противодействовал, при поддержке Злобина с женой, попечитель старообрядческой часовни Пётр Волковойнов, которому удалось возмутить и в городе, и в окрестностях простой народ, поднявшийся на защиту старых обрядов. Новаторам пришлось покориться, и принятие единоверия на Иргизе задержалось на несколько десятилетий.
Однако попытка Сергия оставила долгую память в среде поповских старообрядцев, ещё долго его идеи вызывали брожение умов, сделав призрак благословенного священства самым страшным обвинением. Подозрения в склонности к никонианству отныне боялись даже самые популярные в раскольническом мире лица, и даже сам Прохор Калмыков вынужден был в 1825 году оправдываться перед обвинителями в «мудрствовании против православной церкви», послав в Никольский монастырь письменное удостоверение в своём православии за подписями уставщика, казначея и соборных старцев — слишком сильна была память о Сергии.